# شهرام أميري
شهرام أميري (بالفارسية: شهرام امیری؛ 8 نوفمبر 1978 – 3 أغسطس 2016)، عالم نووي إيراني، اختفى في ظروف غامضة خلال عامي 2009 و2010، قبل أن يُعدَم من قبل الحكومة الإيرانية في أغسطس 2016. 
في ربيع عام 2009، اختفى أميري أثناء رحلة حج إلى مكة المكرمة، وفقًا لما بدا في حينه. وقد أوردت صحيفة طهران تايمز أنه اختفى بتاريخ 31 مايو، بينما ذكرت برس تي في أنه اختفى في يونيو، مما أوجد تضاربًا في الروايات حول تاريخ اختفائه. وبحسب ما نشره طهران بيرو في 27 سبتمبر 2009، فقد كان أميري يعمل في جامعة مالك الأشتر للتكنولوجيا في طهران، وهي مؤسسة يقال إنها تابعة للحرس الثوري الإيراني، وكان يجري أبحاثًا في فيزياء الجسيمات.
وبعد مرور عام تقريبًا على اختفائه، ظهرت فيديوهان متضاربان يُزعَم أنهما لأميري، يعرض كل منهما رواية مختلفة. في أحد التسجيلات، قال إنه اختُطف وتعرض للتعذيب، وفي الآخر قال إنه موجود في الولايات المتحدة بإرادته.
في يوليو 2010، ظهر أميري في واشنطن العاصمة في قسم رعاية المصالح الإيرانية في سفارة باكستان، طالبًا المساعدة للعودة إلى إيران. وبعد عودته، عقد مؤتمرًا صحفيًا في طهران، قال فيه إنه اختُطف وتعرض للتعذيب، وإن السلطات الأمريكية عرضت عليه المال مقابل التعاون مع وكالة الاستخبارات المركزية لكنه رفض.
في عام 2009، اتهمت الحكومة الإيرانية الولايات المتحدة باختطافه، في حين أفادت وسائل الإعلام الرسمية لاحقًا أنه كان عميلاً مزدوجًا يعمل لصالح الاستخبارات الإيرانية. من جانبها، أكدت مصادر أمريكية أن أميري وصل إلى الولايات المتحدة بمساعدة وكالة الاستخبارات المركزية، لكنها نفت أن يكون قد احتُجز أو أُجبر على البقاء فيها. وأشارت تقارير كل من إيه بي سي نيوز وصحيفة هآرتس إلى أن أميري كان يسعى للحصول على اللجوء في الخارج.
وفي تقرير نُشر عام 2011 عبر الإذاعة الوطنية العامة الأمريكية، وُصف أميري بأنه "عميل ميداني لصالح وكالة الاستخبارات المركزية" قرر في لحظة ما الهروب من إيران، لكنه حين وصل إلى الولايات المتحدة تراجع عن قراره وقرر العودة.

## إعدامه
وعند عودته إلى إيران، حُكم عليه بالسجن مدة عشر سنوات، لكنه لم يُكمل عقوبته، إذ أفادت تقارير أنه أُعدِم في أغسطس 2016. وقد سُلّم جثمانه لعائلته، وكان يحمل آثار حبل حول عنقه ما أكد أنه أُعدم شنقًا.
نفذت السلطات الإيرانية حكم الإعدام شنقاً على اميري بتهمة الخيانة بتقديم معلومات مهمة بشأن البرنامج النووي الإيراني للولايات المتحدة.

## وصلات خارجية
1. الفلم الأول
2. الفلم الثاني على يوتيوب
3. الفلم الثالث على يوتيوب
4. الفلم الرابع على يوتيوب